# 佛教研究
佛教研究（英語：Buddhist studies），有時被等同於佛學，是對於佛教的現代學術研究。它是宗教學之下的一個子類別，它研究的範圍不只是佛教哲學或佛教神學，也包括了歷史學、人類學與哲學部份。佛教研究學者不一定是佛教徒。